# Groupe E
Groupe E ist ein Schweizer Energieversorgungsunternehmen mit Hauptsitz in Granges-Paccot (Kanton Freiburg). Das Unternehmen entstand am 1. Januar 2005 aus der Fusion der Freiburgischen Elektrizitätswerke (FEW) mit der Electricité Neuchâteloise SA (ENSA) und versorgt 400.000 Einwohner der Kantone Freiburg, Neuenburg, Waadt und Bern sowie zahlreiche Geschäftskunden mit Elektrizität. 40 % der jährlich verteilten 3 Terawattstunden Energie erzeugt Groupe E in ihren eigenen und gemeinsam mit Dritten gehaltenen Produktionsanlagen, zu denen hauptsächlich Wasserkraftwerke und thermische Kraftwerke gehören. Der Rest wird am Markt beschafft. Über rund dreissig Fernwärmenetze liefert Groupe E Celsius, ein Unternehmen der Firmengruppe, mehr als 140 Gigawattstunden Wärme pro Jahr an ihre Kunden. Diese wird über ein Netz transportiert, das sich auf über 50 Kilometer erstreckt.
Das Unternehmen betreibt ferner Aktivitäten in den Bereichen Engineering, Energieeffizienz (EcoSolutions, e-vision) sowie Elektromobilität. In Partnerschaft mit anderen Unternehmen entwickelt sie ein Netz von Ladestationen für Elektrofahrzeuge (MOVE). Dieses umfasst bereits über 100 Ladestationen in der Schweiz.
Das Unternehmen beschäftigt 1554 Mitarbeiter. Davon sind 647 bei Groupe E Connect, 68 in den Verkaufsstellen von Groupe E plus, 57 bei Groupe E Entretec, 25 bei Groupe E Greenwatt und 42 bei Groupe E Celsius tätig. Groupe E bildet gemeinsam mit den Unternehmen der Firmengruppe 168 Lernende aus.
2013 wurde das Unternehmen für das Verhalten in Bezug auf die Arbeitssicherheit mit dem Suva-Sicherheitspreis ausgezeichnet.

## Kennzahlen
- 1554 Mitarbeiter (einschliesslich Unternehmen der Firmengruppe)
- 400.000 Einwohner in den Kantonen Freiburg, Neuenburg, Waadt (Broye und Pays-d'Enhaut) sowie Bern (Gemeinde Münchenwiler)
- Verteilung: 3075 GWh/Jahr
- Direkte Produktion: 1’040.7 GWh/Jahr elektrische Energie aus ihren eigenen und gemeinsam mit Dritten gehaltenen Kraftwerken[4]

## Eigentümerstruktur
- Kanton Freiburg 80 %
- Groupe E (eigene Aktien und Mitarbeiter) 10 %
- Viteos 2,551 %
- Kanton Neuenburg 1,797 %
- Neuenburger Gemeinden 0,836 %
- Neuenburger Kantonalbank  0,364 %
- Société électrque du Val-de-Travers 0,096 %

## Unternehmen der Firmengruppe
Zusammen mit den Unternehmen der Firmengruppe bietet der Konzern eine umfassende Palette an Energieprodukten und -dienstleistungen in unterschiedlichen Bereichen wie elektrische Installationen, erneuerbare Energien sowie Elektrohaushaltsgeräte an.

### Groupe E Connect
Groupe E Connect ist auf die Entwicklung und Installation elektrischer Produkte für Privat-, KMU- und Industriekunden spezialisiert. Das Unternehmen verfügt über fundiertes Know-how in den Bereichen Elektroinstallation, Herstellung von Schalttafeln, Telekommunikation, Wärmepumpen sowie Solaranlagen.

### Groupe E Entretec
Groupe E Entretec erbringt Dienstleistungen und Beratung in den Bereichen Wartung und Unterhalt, Wasseraufbereitung sowie mobile Heizungen.

### Groupe E plus
Das Unternehmen der Gruppe plus bietet an ihren Verkaufsstellen Produkte und Dienstleistungen, die das gesamte Spektrum von kleinen bis grossen Haushaltsgeräten, Küchen- und Badezimmereinrichtungen sowie Aufbewahrungslösungen für Privatpersonen und Geschäftskunden abdecken.

### Groupe E Greenwatt
Das Unternehmen entwickelt Projekte im Bereich neue erneuerbare Energien und baut – allein oder gemeinsam mit Partnern – Anlagen zur Energieproduktion aus Wasserkraft, Sonnenenergie, Biomasse sowie Windenergie in der Schweiz.

### Groupe E Celsius
Groupe E Celsius bietet ihren Kunden ein umfassendes Angebot für Fernwärme, Gas und Mobilität.

## Wesentliche Beteiligungen

### In der Schweiz
- Groupe E Entretec SA, Matran, 100,00 %
- Groupe E plus SA, Matran, 100,00 %
- Groupe E Connect, Granges-Paccot, 95,00 %
- Gommerkraftwerke AG, Ernen, 96,00 %
- Vuilliomenet Electricité SA, Neuenburg, 81,60 %
- Groupe E Greenwatt SA, Granges-Paccot, 80,00 %
- ftth fr SA, Granges-Paccot 75,74 %
- Groupe E Celsius SA (anciennement Frigaz SA), Freiburg 64,78 %
- netplus FR SA, Bulle, 49,00 %
- SAIDEF SA, Hauterive FR, 25,19 %
- EOS HOLDING SA, Lausanne, 23,09 %
- La Liberté, Freiburg, 15,00 %[8]
- Forces Motrices Hongrin-Léman SA, Château-d’Oex, 13,13 %
- Electra-Massa SA, Naters, 10,00 %
- BKW Energie AG, Bern, 10,00 %
- Belenos Clean Power Holding AG, Biel, 10,00 %
- Romande Energie Holding SA, Morges, 6,07 %

### Im Ausland
- Champéole SAS, Paris (F), 66.00
- GuD Timelkam GmbH, Linz (A), 50.00 %

## Geschäftsfelder

### Produktion
Die Gruppe betreibt sieben Talsperren und Wasserkraftwerke an der Saane sowie an einem ihrer Nebenflüsse, dem Jaunbach: die Talsperre von Rossinière und das Kraftwerk von Montbovon, die Talsperre und das Kraftwerk von Lessoc, die Talsperre von Montsalvens und das Kraftwerk von Broc, die Talsperre von Rossens und das Kraftwerk von Hauterive, die Talsperre an der Mageren Au und das Kraftwerk Ölberg sowie die Talsperre und das Kraftwerk von Schiffenen. Zudem besitzt das Unternehmen das Kraftwerk Saint-Sulpice im Kanton Neuenburg.
Groupe E ist ferner Eigentümerin eines thermischen Kraftwerks in Cornaux (Neuenburg) sowie von über 50 Solaranlagen. Des Weiteren betreibt sie rund vierzig Fernwärmenetze. Das Unternehmen hält Beteiligungen an grossen Wasser- und thermischen Kraftwerken sowie an verschiedenen Anlagen zur Stromerzeugung aus neuen erneuerbaren Energien (Kleinwasserkraft, Windkraft, Biomasse, Photovoltaik) in der ganzen Schweiz.
Der Strommix der Groupe E setzt sich aus 6,84 % Kernkraft, 8,15 % Erdgas, 61,5 % Wasserkraft, 3 % Sonnenenergie, 0,87 % Biomasse, 0,85 % Kehricht, 6,3 % gefördertem Strom und 12,48 % Graustrom zusammen (Stand 2019).

### Energieverteilung
Mehr als 11 000 Kilometer Nieder-, Mittel- und Hochspannungsleitungen gewährleisten den Transport von 3 Terawattstunden Strom pro Jahr.

### Energieservices
Gemeinsam mit den Unternehmen der Firmengruppe erbringt Groupe E Dienstleistungen in den Bereichen Elektroinstallationen, Energieeffizienz, erneuerbare Energien, Elektromobilität, Engineering sowie Haushaltsgeräte. Um für Elektroautos ein einheitliches Netz an Ladestationen aufzubauen, hat Groupe E im Juni 2017, zusammen mit den Energiedienstleistern Alpiq, EBM und EWB, die MOVE Mobility AG gegründet. In der Schweiz bietet MOVE über 800 eigene Ladestationen, weitere Tausende können in ganz Europa mitbenutzt werden.

## Ausstellungen

### Electrobroc
Electrobroc ist ein Informationszentrum zu Elektrizität und Energien in Broc. Es befindet sich inmitten eines in Betrieb stehenden Wasserkraftwerks und bietet einen Überblick über Energien, vielfältige Informationen über die Produktion, Verteilung und den Verbrauch von Elektrizität sowie Vorführungen mit Höchstspannungseffekten. Der Besuch des Energie-Informationszentrums ist kostenlos.

### Les Roues de l'Areuse
Das Freilichtmuseum «Les Roues de l’Areuse» befindet sich bei der Quelle der Areuse in Saint-Sulpice (NE). Es umfasst zwei Wasserkraftwerke, die 1886 gebaut und wieder instand gesetzt wurden, sowie das derzeit in Betrieb stehende Kraftwerk. Die lokale industrielle Vergangenheit wird auf einem Rundgang entlang des Wasserlaufs, in der intakten Natur um die Quelle der Areuse, sowie über Mythen und Legenden der Region zum Leben erweckt. Der Besuch des Freilichtmuseums ist kostenlos.